# Дзодзієв Сергій Царайович
Сергій Царайович Дзодзієв (рос. Серге́й Цараевич Дзодзиев; нар. 30 червня 1980) — російський футболіст, нападник та півзахисник.

## Життєпис
Футбольну кар'єру розпочав у владикавказькому «Автодорі», у футболці якого дебютував 1999 року. Провів один поєдинок у Другому дивізіоні Росії. Наступного року перебрався до «Моздока». У футболці однойменного клубу дебютував 28 липня 2000 року в програному (1:5) виїзному поєдинку 21-го туру групи «Південь» Другого дивізіону Росії проти майкопської «Дружби». Сергій вийшов на поле на 55-й хвилині, замінивши Віталія Хапсаєва. У сезоні 2000 року провів 11 поєдинків у Другому дивізіоні Росії.
На початку червня 2001 року підписав контракт зі «Сталлю-2». У футболці алчевського клубу дебютував 22 серпня 2001 року в програному (1:2) виїзному поєдинку 5-го туру групи В Другої ліги України проти сумського «Фрунзенеця-Ліги-99». Дзодзієв вийшов на поле на 80-й хвилині, звмінивши Георгія Цимакурідзе. У першій половині сезону 2001/02 років зіграв 11 матчів у Другій лізі України. Також виступав за «Сталь-3» у першій лізі чемпіонату Луганської області, у футболці якої зіграв 9 матчів та відзначився 4-ма голами.
З 2002 по 2003 рік не виступав. На початку 2004 року підписав контракт з «Тоболом». У футболці курганського клубу дебютував 19 квітня 2004 року в переможному (2:0) виїзному поєдинку 1/512 фіналу кубку Росії проти тагільського «Уральця». Сергій вийшов на поле в стартовому складі та відіграв увесь матч. У Другому дивізіоні Росії дебютував за «Тобол» 23 квітня 2004 року в нічийному (0:0) виїзному поєдинку 1-го туру зони «Урал-Поволжжя» проти димитровградської «Лади-СОК». Дзодзієв вийшов на поле в стартовому складі та відіграв увесь матч. Першим голом за курганський клуб відзначився 16 травня 2004 року на 2-й хвилині нічиного (1:1) виїзного поєдинку 6-го туру зони «Урал-Поволжжя» Другого дивізіону Росії проти уфимського «Нафтовика». Сергій вийшов на поле в стартовому складі та відіграв увесь матч, а на 80-й хвилині отримав жовту картку. У команді провів два сезони, за цей час у Другому дивізіоні провів 60 матчів (5 голів), ще 2 поєдинки зіграв у кубку Росії.
На початку січня 2006 року підсилив «Волгу». Проте майже відразу ж відправився в оренду до «Дону». У футболці новомосковського клубу дебютував 26 квітня 2006 року в переможному (1:0) виїзному поєдинку 1-го туру зони «Центр» Другого дивізіону проти луховицького «Спартака». Дзодзієв вийшов на поле в стартовому складі, а на 62-й хвилині його замінив Денис Фінєєв. Першим голом за «Спартак» відзначився 7 травня 2006 року на 37-й хвилині нічийного (1:1) домашнього поєдинку 3-го туру зони «Центр» Другого дивізіону проти серпуховської «Зірки». Сергій вийшов на поле в стартовому складі, а на 66-й хвилині його замінив Едуард Габєєв. До завершення оренди в «Доні» зіграв 19 матчів (1 гол) у Другому дивізіоні та 1 поєдинок у кубку Росії. У серпні 2006 року, по завершення терміну оренди, повернувся до «Волги». У футболці нижньогородського клубу дебютував 30 серпня 2006 року в нічийному (2:2) виїзному поєдинку 17-го туру зони «Урал-Поволжжя» Другого дивізіону Росії проти нижньокамського «Нафтохіміка». Дзодзієв вийшов на поле в стартовому складі та відіграв увесь матч, а на 36-й хвилині відзначився першим голом за нову команду. За півтора сезони, проведені у «Волзі», зіграв 32 матчі (7 голів) у Другому дивізіоні та 1 поєдинок у кубку Росії. З 2006 по 2007 рік також виступав за аматорські колективи «Торпедо-Волга» (Павлово) та «Нижній Новгород-Волга-Д».
На початку січня 2008 року підписав контракт з «Ладою». У футболці тольяттинського клубу дебютував 24 квітня 2008 року в програному (0:2) домашньому поєдинку 1-го туру зони «Урал-Поволжжя» Другого дивізіону Росії проти «Тольятті». Сергій вийшов на поле в стартовому складі та відіграв увесь матч. Першим голом за «Ладу» відзначився 19 травня 2008 року на 49-й хвилині переможного (3:2) домашнього поєдинку 6-го туру групи «Урал-Поволжжя» Другого дивізіону Росії проти «Тюмені». Дзодзієв вийшов на поле в стартовому складі, а на 72-й хвилині його замінив Антон Остащенко. За півтора сезони, проведені в «Ладі», зіграв 38 матчів (8 голів) у Другому дивізіоні та 3 поєдинки у кубку Росії. На початку серпня 2009 року підсилив «Сокіл». У футболці саратовського клубу дебютував 5 серпня 2009 року в програному (1:2) домашньому поєдинку 17-го туру зони «Урал-Поволжжя» Другого дивізіону проти учалійського «Гірника». Сергій вийшов на поле в стартовому складі та відіграв увесь матч, на 83-й хвилині відзначився дебютним голом у новій команді. У літньо-осінній частині сезону 2009 року зіграв 14 матчів (3 голи) у Другому дивізіоні Росії.
На початку 2010 року став гравцем «Волги». У футболці ульяновського клубу дебютував 4 травня 2010 року в програному (0:3) виїзному поєдинку 2-го туру зони «Урал-Поволжжя» Другого дивізіону проти оренбурзького «Газовика». Дзодзієв вийшов на поле в стартовому складі, а на 63-й хвилині його замінив В'ячеслав Прибилов. Першим голом за «Волгу» відзначився 17 серпня 2010 року на 33-й хвилині нічийного (1:1) виїзного поєдинку 15-го туру зони «Урал-Поволжжя» Другого дивізіону проти дзержинського «Хіміка». Сергій вийшов на поле в стартовому складі та відіграв увесь матч. У сезоні 2010 року зіграв 22 матчі (2 голи) у Другому дивізіоні та 1 поєдинок у кубку Росії.
Напередодні старту сезону 2011/12 років перебрався в «Кузбас». У футболці кемеровського клубу дебютував 23 квітня 2011 року в переможному (2:0) домашньому поєдинку 1-го туру зони «Схід» Другого дивізіону проти новосибірського «Сибіру-2». Дзодзієв вийшов на поле в стартовому складі, на 6-й хвилині відзначився першим голом за нову команду, на 64-й хвилині отримав жовту картку, а на 66-й хвилині його замінив Сергій Воронов. У сезоні 2011/12 років зіграв 34 матчі (7 голів) у Другому дивізіоні та 1 поєдинок у кубку Росії.
Наступного сезону повернувся до «Лади-Тольятті». У футболці тольятинського клубу дебютував 15 липня 2012 року в переможному (3:1) виїзному поєдинку 1/256 фіналу кубку Росії проти зхемляків з «Академії». Сергій вийшов на поле в стартовому складі та відіграв увесь матч, а на 55-й хвилині відзначився першим голом за нову команду. У Другому дивізіоні Росії дебютував за «Ладу» 21 липня 2012 року в нічийному (1:1) виїзному поєдинку 1-го туру зони «Урал-Поволжжя» проти новотроїцької «Ности». Дзодзієв вийшов на поле в стартовому складі та відіграв увесь матч. Першим голом за тольятинський клуб у Другому дивізіоні відзначився 24 липня 2012 року на 28-й хвилині нічийного (1:1) домашнього поєдинку 2-го туру зони «Урал-Поволжжя» проти оренбурзького «Газовика». Сергій вийшов на поле в стартовому складі та відіграв увесь матч. У «Ладі» провів два сезони, за цей час у Другому дивізіоні провів 49 матчів (17 голів) та 3 поєдинки (1 гол) у кубку Росії.
На початку липня 2014 року підсилив «Спартак». У футболці костромського клубу дебютував 8 липня 2014 року в програному (0:4 в серії післяматчевих пенальті) виїзному поєдинку 1/256 фіналу кубку Росії проти московського «Домодєдово». Дзодзієв вийшов на поле в стартовому складі та відіграв увесь матч. Вперше за «Спартак» у Другому дивізіоні зіграв 12 липня 2014 року в програному (1:2) виїзному поєдинку 1-го туру зони «Захід» проти підмосковних «Хімок». Сергій вийшов на поле в стартовому складі та відіграв увесь матч. У липні-серпні 2014 року зіграв 6 матчів за костромський клуб у Другому дивізіоні та 1 поєдинок у кубку Росії. Наприкінці серпня 2014 року перебрався до МІТОСа. У футболці новочеркаського клубу дебютував 3 вересня 2014 року в переможному (4:0) домашньому поєдинку 5-го туру підгрупи 2 Другого дивізіону проти «Астрахані». Сергій вийшов на поле в стартовому складі, на 24-й хвилині відзначився першим голом за нову команду, а на 89-й хвилині його замінив Максим Городцов. Восени 2014 року зіграв 14 матчів (6 голів) у Другому дивізіоні Росії. З середини квітня по кінець червня 2015 року захищав кольори «Сергієвська» в аматорській першості Росії.
На початку липня 2015 року підписав контракт з клубом «Сизрань-2003». У футболці сизранського клубу дкбютував 20 липня 2015 року в переможному (3:1) виїзному поєдинку 1-го туру зони «Урал-Поволжжя» Другого дивізіону Росії проти кіровського «Динамо».  Дзодзієв вийшов на поле на 63-й хвилині, замінивши Романа Терьохіна. Першим голом за «Сизрань-2003» 26 жовтня 2015 року на 79-й хвилині виїзного (3:1) поєдинку 17-го туру зони «Урал-Поволжжя» Другого дивізіону проти тольятинської «Лади». Сергій вийшов на поле на 56-й хвилині, замінивши Сергія Циганова. У сезоні 2015/16 років зіграв 26 матчів (4 голи) у Другому дивізіоні та 1 поєдинок у кубку Росії.
З липня 2016 по серпень 2018 року захищав кольори фейкового ялтинського «Рубіна» в так званій Прем'єр-лізі КФС. Футбольну кар'єру завершив в «Хіміку-Серпні», кольори якого захищав з липня 2018 по кінець червня 2021 року.